# Гріншпун Мойсей Гершкович
Мойсей Гершкович Грі́ншпун (2 січня 1907, Радомишль — 16 травня 1980, Київ) — український радянський скульптор; член Спілки радянських художників України з 1964 року.

## Біографія
Народився 2 січня 1907 року у містечку Радомишлі (нині місто Житомирського району Житомирської області, Україна). 1929 року закінчив Київський художній інститут, де навчався у Бернарда Кратка. Був членом КПРС.
Мешкав у Києві, в будинку на вулиці Леніна, № 21, квартира № 11. Помер у Києві 16 травня 1980 року.

## Творчість

Пам'ятник М. Гоголю.

Працював у галузях станкової та монументальної скульптури. Серед робіт:
- «Композитор Іванов» (1954);
- «На варті миру» (1956);
- «Сталевар П. Бадуне»  (1957);
- «Фідель Кастро» (1959);
- «Павло Постишев» (1963).

Автор пам'ятника Миколі Гоголю, встановленого у 1975 році на території Ніжинського університету (з південного боку колишнього будинку гімназії вищих наук 51°03′08″ пн. ш. 31°52′54″ сх. д. / 51.05231° пн. ш. 31.88170° сх. д.). Гранітне погруддя (висота 1,25 м), стоїть на бетонному п'єдесталі (висота 2,15 м), що спирається плоский ступіньчатий стилобат.
Брав участь у республіканських виставках з 1930 року, всесоюзних — з 1957 року.